# Pseudopostega turquinoensis
Pseudopostega turquinoensis là một loài bướm đêm thuộc họ Opostegidae. Nó được miêu tả bởi Donald R. Davis và Jonas R. Stonis, 2007. Nó được tìm thấy ở tây nam Cuba.
Chiều dài cánh trước là 2.8–3.3 mm. Con trưởng thành bay vào tháng 7.